# Robert Vattier
Pour les articles homonymes, voir Vattier.
Robert Vattier, né le 2 octobre 1906 à Rennes (Ille-et-Vilaine) et mort le 9 décembre 1982 à Nanterre (Hauts-de-Seine), est un comédien français.

## Biographie
Robert Vattier est le frère de l'actrice Nicole Vattier et le père de la comédienne Bérangère Vattier.
Après avoir fait le Conservatoire et son service militaire, il joue au Théâtre de Paris avec Fernand Charpin Ces messieurs de la Santé et s'y fait remarquer par Marcel Pagnol venu assister à la pièce, dont il devient un des acteurs favoris.
Incarnant Monsieur Brun, il fait partie des quatre acteurs, avec Raimu (César), Fernand Charpin (Panisse) et Dullac (Escartefigue) jouant la célèbre partie de cartes dans Marius (1931) de Marcel Pagnol.
Il joue un rôle ecclésiastique, le curé du village dans La femme du boulanger (1938). Personnage précieux, moralisateur et en butte à l’anticléricalisme de l’instituteur, il intervient dans plusieurs scènes. La scène avec Raimu, cherchant sa femme dans l'église et lui rétorquant " Si elle est ici [dans l'église] aujourd'hui, c'est qu'elle se cache aussi bien qu'à Banon." est particulièrement savoureuse.
Après la guerre, essentiellement acteur de théâtre, il est toutefois régulièrement à l'écran pour incarner des seconds rôles (magistrats, bourgeois) ou des rôles plus importants comme dans Manon des sources de Pagnol ou le père abbé dans le film L'Élixir du révérend père Gaucher de Pagnol d'après Alphonse Daudet.
Il a laissé une autobiographie, Les Souvenirs de monsieur Brun. Il y raconte son enfance au Maroc, son adolescence à Sceaux où il était élève au lycée Lakanal, ses échappées nocturnes dans le parc de Sceaux, alors propriété privée, puis ses débuts au théâtre, son amitié avec Pierre Brasseur, sa rencontre avec Marcel Pagnol. Plein d'humour, son livre regorge d'anecdotes sur les acteurs de l'univers de Marcel Pagnol.
Il est inhumé au cimetière de Bazoches-sur-Guyonne dans les Yvelines. Son épouse est décédée en 1966.
Sa fille Bérangère est l'épouse de l'acteur Robert Etcheverry (1937-2007).

## Filmographie

### Cinéma
- 1931 : Marius d'Alexander Korda : Aldebert Brun
- 1932 : Fanny de Marc Allégret : Aldebert Brun
- 1934 : Jeanne de Georges Marret : Charles Fuqui
- 1934 : Vers l'abîme d'Hans Steinhoff et Serge Veber : Barrick
- 1934 : Minuit, place Pigalle de Roger Richebé
- 1935 : Le Piment d'André Hugon : le chef de gare (court métrage)
- 1935 : Gaspard de Besse d'André Hugon : La Griffe
- 1936 : Le cœur dispose de Georges Lacombe
- 1936 : Les Amants terribles de Marc Allégret : l'avocat de Annette
- 1936 : César de Marcel Pagnol : monsieur Aldebert Brun
- 1936 : Aventure à Paris de Marc Allégret : Me Corneille, l'huissier
- 1937 : La Chanson du souvenir de Serge de Poligny et Douglas Sirk : Florian
- 1937 : L'Appel de la vie de Georges Neveux : Pièche
- 1937 : Le Messager de Raymond Rouleau : le représentant
- 1937 : Regain de Marcel Pagnol : le chef de gare
- 1938 : Trois Valses de Ludwig Berger : le metteur en scène
- 1938 : Le Schpountz de Marcel Pagnol : Astruc, le chef opérateur
- 1938 : La Femme du boulanger de Marcel Pagnol : le curé
- 1939 : Le Moulin dans le soleil de Marc Didier
- 1939 : Le Club des fadas d'Émile Couzinet
- 1939 : Monsieur Brotonneau, d'Alexander Esway : William Herrer
- 1941 : Le Dernier des six de Georges Lacombe : l'administrateur
- 1941 : Madame Sans-Gêne de Roger Richebé : Jasmin
- 1942 : Le Lit à colonnes de Roland Tual : un inspecteur
- 1942 : Andorra ou les Hommes d'airain, d'Émile Couzinet : Le Bayle
- 1942 : Lettres d'amour de Claude Autant-Lara : maître Boubousson
- 1943 : La Main du diable de Maurice Tourneur : Perrier
- 1943 : Un seul amour de Pierre Blanchar : Gontran des Tournelles
- 1944 : Bonsoir mesdames, bonsoir messieurs de Roland Tual : Coulant
- 1946 : Le Couple idéal ou Voyage au pays des loufoques de Bernard Roland et Raymond Rouleau : Le commissaire
- 1946 : L'Aventure de Cabassou de Gilles Grangier : De Salicette
- 1947 : Coups de soleil de Marcel Martin (court métrage)
- 1948 : Si jeunesse savait d'André Cerf : Lucien Bigne
- 1949 : Entre onze heures et minuit d'Henri Decoin : Charlie
- 1949 : Le Roi de Marc-Gilbert Sauvajon : Marquis de Chamarande
- 1949 : À la culotte de zouave d'Henri Verneuil (court métrage)
- 1950 : La Marie du port de Marcel Carné : le client mécontent
- 1950 : La Dame de chez Maxim de Marcel Aboulker : Le docteur Montgicourt
- 1950 : La Ronde de Max Ophüls : Le professeur Schüller
- 1951 : Pas de pitié pour les femmes de Christian Stengel : Adolphe Mercier
- 1951 : L'Étrange Madame X de Jean Grémillon : Moissac
- 1951 : La vie est un jeu de Raymond Leboursier
- 1951 : Atoll K de Léo Joannon : Le notaire français
- 1951 : La Plus Belle Fille du monde de Christian Stengel : Me Paul Thomas
- 1952 : Le Crime du Bouif d'André Cerf : le juge d'instruction
- 1952 : Massacre en dentelles d'André Hunebelle : Arsène de Loubiac
- 1952 : Les femmes sont des anges de Marcel Aboulker : le docteur
- 1952 : Bille de clown de Jean Wall
- 1952 : Manon des sources de Marcel Pagnol : monsieur Belloiseau
- 1953 : Au diable la vertu de Jean Laviron : Le juge d'instruction
- 1953 : Les Enfants de l'amour de Léonide Moguy : Albert
- 1954 : Obsession de Jean Delannoy : Le directeur de l'hôtel
- 1954 : Les Lettres de mon moulin de Marcel Pagnol, dans le sketch L'Élixir du révérend Père Gaucher : Le père Abbé
- 1955 : Trois de la Canebière de Maurice de Canonge : Bien-Aimé
- 1956 : Les Truands de Carlo Rim : Le duc de Morny
- 1956 : Ces sacrées vacances de Robert Vernay : inspecteur Ferracci
- 1956 : Magirama d'Abel Gance (court métrage)
- 1957 : Miss Catastrophe de Dimitri Kirsanoff : le colonel
- 1957 : L'Irrésistible Catherine d'André Pergament : Me Revering
- 1957 : Vacances explosives de Christian Stengel : Fernand Morel
- 1957 : À pied, à cheval et en voiture de Maurice Delbez : L'inspecteur du permis de conduire
- 1957 : L'amour est en jeu (ou Ma femme, mon gosse et moi) (du roman La Victime de Fernand Vandérem), de Marc Allégret
- 1957 : Isabelle a peur des hommes de Jean Gourguet : M. Brissac
- 1957 : Fumée blonde de Robert Vernay : Le commissaire
- 1958 : C'est la faute d'Adam de Jacqueline Audry : Noël
- 1958 : Ni vu... Ni connu... d'Yves Robert : Lerechigneux, le juge
- 1958 : L'École des cocottes de Jacqueline Audry : Racinet
- 1958 : À pied, à cheval et en Spoutnik de Jean Dréville : L'inspecteur
- 1958 : Madame et son auto de Robert Vernay : M. Margaillat
- 1958 : La P... sentimentale de Jean Gourguet : Le surveillant général
- 1958 : Péché de jeunesse de Louis Duchesne : Monsieur Chale, un pensionnaire
- 1958 : Les Jeux dangereux de Pierre Chenal : De Fontbelle, le professeur de violon
- 1958 : Le Train de 8h47 de Jack Pinoteau (inachevé)
- 1959 : Houla-Houla de Robert Darène : Le directeur d'école
- 1959 : Soupe au lait de Pierre Chevalier : Le directeur
- 1960 : Les Jeux de l'amour de Philippe de Broca : L'acheteur galant
- 1960 : Le Mouton de Pierre Chevalier : Le directeur de la prison
- 1961 : Le Président d'Henri Verneuil : Docteur Fumet
- 1961 : Pleins Feux sur l'assassin de Georges Franju : Le notaire
- 1962 : La Traversée de la Loire de Jean Gourguet
- 1963 : Tante Aurore viendra ce soir (L'Araignée), de Claude Pierson : Zacharie Martinez (court métrage)
- 1964 : Une souris chez les hommes ou Un drôle de caïd de Jacques Poitrenaud : l'employé-cadres (rôle coupé au montage)
- 1965 : La Corde au cou de Joseph Lisbona
- 1965 : Le Petit Monstre de Jean-Paul Sassy
- 1967 : Astérix le gaulois de Ray Goossens (dessin animé, voix uniquement)
- 1972 : L'Œuf de Jean Herman : monsieur Raffard
- 1972 : Far from Dallas de Philippe Toledano : Inspector
- 1975 : La Mise en main de Sylvain Dhomme (court métrage)

### Télévision

#### Téléfilms
- 1958 : Voiture 7 place 15 de Claude Aveline (téléfilm) d'André Leroux : Gérardin
- 1959 : La caméra explore le temps (épisode La dernière nuit de Koenigsmark) (série télévisée) de Stellio Lorenzi : Bernstoff
- 1959 : Les Aventures de Tintin, d'après Hergé : Professeur Tournesol (voix)
- 1960 : L'Homme à l'oreille cassée (téléfilm) de Vicky Ivernel
- 1961 : Les Bijoux d'Isabelle (téléfilm) de Jacques Rutman : Berthelot
- 1961 : Ôtez votre fille, s'il vous plaît (téléfilm) de Marcel Cravenne : Montdoublard
- 1961 : Le Temps des copains, série télévisée de Robert Guez : Monsieur Delabre
  - épisode 27 : Un monde d'écart
  - épisode 28 : Un bon poin
- 1961 : Les Deux Orphelines (téléfilm) de Youri : le docteur
- 1962 : Système Deux (téléfilm) de Marcel Cravenne
- 1962 : Candide (téléfilm) de Pierre Cardinal : Pangloss
- 1964 : Célimare le bien-aimé (téléfilm) de René Lucot : M. Colombot
- 1965 : Version grecque (téléfilm) de Jean-Paul Sassy : Megacare
- 1965 : La Queue du diable (téléfilm) d'André Leroux
- 1966 : La 99ème minute de François Gir
- 1967 : Le Théâtre de la jeunesse : Le Secret de Wilhelm Storitz d'Éric Le Hung : le colonel Roederich, le père
- 1967 : Jean de la Tour Miracle (feuilleton télévisé) de Jean-Paul Carrère : le curé
- 1968 : Affaire Vilain contre Ministère public, série télévisée de Robert Guez : le juge
- 1969 : Agence Intérim (épisodes Henri III et Imbroglio), série télévisée de Marcel Moussy et Pierre Neurrisse : le colonel Boildieu
- 1969 : Thibaud ou les Croisades (épisode Par le fer et par le feu), série télévisée créée par France Bennys et Henri Colpi : le sultan
- 1969 : La Veuve rusée (téléfilm) de Jean Bertho : Pantalone
- 1970 : Les Cinq Dernières Minutes, épisode Les Mailles du filet de Claude Loursais : le commissaire Galard
- 1971 : Le Voyageur des siècles (épisodes L'homme au tricome, L'album de famille, Le grain de sable, Le bonnetier de la rue Tripette) (série télévisée) de Jean Dréville : le professeur François d'Audigné
- 1972 : Les Fossés de Vincennes (téléfilm) de Pierre Cardinal : Régnier
- 1972 : Les Thibault (mini-série) d'Alain Boudet et André Michel : Mourlan
- 1973 : Pour une poignée d'herbes sauvages (feuilleton télévisé) de Jacques Villa : Garance
- 1973 : Les Écrivains (téléfilm) de Robert Guez : Le concierge
- 1973 : Le Crime de Janet Preston (téléfilm) de Jean Pignol : Anderson
- 1973 : Les Mohicans de Paris (série télévisée) de Gilles Grangier : Maître Barateau, le notaire
- 1974 : Drôle de graine (téléfilm) d'Henri Jouf : Croignat
- 1974 : Gil Blas de Santillane (série télévisée) réalisé par Jean-Roger Cadet : Azuma
- 1974 : La Mouche bleue (de Marcel Aymé), téléfilm de Jean-Paul Sassy : Le président
- 1974 : Chéri-Bibi (série télévisée) de Jean Pignol : Le commandant

##### Scénariste
- 1974 : Gil Blas de Santillane (série télévisée)[3].

#### Au théâtre ce soir
- - 1967 : La Mamma d'André Roussin, mise en scène de l'auteur, réalisation Pierre Sabbagh, Théâtre Marigny : père Giovanni
  - 1970 : Cherchez le corps, Mister Blake de Frank Launder, Sidney Gilliat, mise en scène Georges Vitaly, réalisation Pierre Sabbagh, théâtre Marigny : Grégory Upshot
  - 1980 : Comédie pour un meurtre de Jean-Jacques Bricaire et Maurice Lasaygues, mise en scène Dominique Nohain, réalisation Pierre Sabbagh, théâtre Marigny : Maxime Saint-Clair

## Théâtre

### Auteur
- 1942 : Gil Blas de Santillane de Robert Vattier et Albert Rieux, uniquement présente dans la revue théâtrale L'Avant-Scène[4]
- 1947 : Homard à l'américaine de Robert Vattier et Albert Rieux, mise en scène Marcelle de Kensac, Théâtre de l'OEuvre[5]
- 1956 : Oncle Job de Robert Vattier et Albert Rieux, théâtre de l'Apollo[6]
- 1958 : Gonzalo sent la violette de Robert Vattier et Albert Rieux, mise en scène Maurice Teynac, théâtre Saint-Georges

### Comédien
- 1924 : Le Fardeau de la liberté de Tristan Bernard, théâtre de l'Odéon
- 1924 : Jésus de Nazareth de Paul Demasy, mise en scène Firmin Gémier, Théâtre de l'Odéon
- 1924 : Si je voulais… de Paul Géraldy et Robert Spitzer, Théâtre du Gymnase
- 1929 : L'Ennemie d'André-Paul Antoine, mise en scène René Rocher, Théâtre Antoine
- 1931 : Fanny de Marcel Pagnol, mise en scène Harry Baur, Théâtre de Paris
- 1932 : Jeanne d'Henri Duvernois, mise en scène Jacques Copeau, Théâtre des Nouveautés
- 1933 : La Voie lactée d'Alfred Savoir, mise en scène Harry Baur, Théâtre des Mathurins
- 1936 : Christian d'Yvan Noé, Théâtre des Variétés
- 1940 : La Grande Catherine de George Bernard Shaw, mise en scène Paulette Pax, Théâtre de l'Œuvre
- 1946 : Roméo et Jeannette de Jean Anouilh, mise en scène André Barsacq, Théâtre de l'Atelier
- 1947 : L'Invitation au château de Jean Anouilh, mise en scène André Barsacq, Théâtre de l'Atelier
- 1949 : Nina de et mise en scène André Roussin, Théâtre des Bouffes-Parisiens
- 1952 : La Feuille de vigne de Jean-Bernard Luc, mise en scène Pierre Dux, Théâtre de la Madeleine
- 1952 : Le Bonheur des méchants de Jacques Deval, mise en scène de l'auteur, Théâtre des Bouffes-Parisiens
- 1953 : Les Invités du bon Dieu d'Armand Salacrou, mise en scène Yves Robert, Théâtre Saint-Georges
- 1953 : La Danseuse et le comédien de Claude Schnerb, mise en scène Georges Vitaly, Théâtre La Bruyère
- 1954 : Les Quatre Vérités de Marcel Aymé, mise en scène André Barsacq, Théâtre des Célestins
- 1955 : Le Troisième Jour de Ladislas Fodor, mise en scène Victor Francen, Théâtre des Ambassadeurs
- 1955 : TTX de Cécil Saint-Laurent et Pierre de Meuse, mise en scène Alice Cocéa, Théâtre des Arts
- 1956 : Appelez-moi maître ou Tamara de Gabriel Arout et Renée Arout, mise en scène Jacques Charon, Théâtre des Ambassadeurs
- 1956 : L'Œuf de Félicien Marceau, mise en scène André Barsacq, Théâtre de l'Atelier
- 1956 : La Plume de Pierre Barillet et Jean-Pierre Grédy, mise en scène Jean Wall, Théâtre Daunou
- 1959 : L'Œuf de Félicien Marceau, mise en scène André Barsacq, Théâtre des Célestins
- 1962 : L'Invitation au château de Jean Anouilh, mise en scène André Barsacq, théâtre des Célestins
- 1963 : Monsieur Vautrin d'André Charpak d'après Honoré de Balzac, mise en scène André Charpak, théâtre Récamier
- 1964 : Mon ami le cambrioleur d'André Haguet, mise en scène Jean-Paul Cisife, théâtre des Nouveautés
- 1965 : Version grecque de Marc-Gilbert Sauvajon, mise en scène Jacques-Henri Duval, théâtre Montparnasse
- 1968 : La Dame de Chicago de Frédéric Dard, mise en scène Jacques Charon, théâtre des Ambassadeurs
- 1968 : Les Chemins de fer d'Eugène Labiche, mise en scène André Barsacq, théâtre de l'Atelier
- 1970 : Pourquoi m'avez-vous posée sur le palier ? de Catherine Peter Scott, mise en scène Jean-Pierre Grenier, théâtre Saint-Georges
- 1971 : Dumas le magnifique d'Alain Decaux, mise en scène Julien Bertheau, théâtre du Palais Royal
- 1972 : Occupe-toi d'Amélie de Georges Feydeau, mise en scène Jacques-Henri Duval, théâtre des Célestins
- 1972 : Madame Pauline comédie musicale de Darry Cowl d'après La Maison de Zaza de Gaby Bruyère, mise en scène Darry Cowl, théâtre des Variétés
- 1974 : La Mamma de et mise en scène André Roussin, théâtre Édouard VII
- 1977 : La nuova colonia (de Luigi Pirandello), mise en scène Anne Delbée, Nouveau Carré Silvia Monfort
- 1979 : Comédie pour un meurtre de Jean-Jacques Bricaire et Maurice Lasaygues, mise en scène Dominique Nohain, théâtre Tristan-Bernard

## Distinctions
Il obtient le Prix du Concours de la pièce en un acte pour Gonzalo sent la violette, co-écrite avec Albert Rieux.

## Publication

### Autobiographie
- Les Souvenirs de monsieur Brun de Robert Vattier, éditions Robert Laffont, 19 octobre 1961